# Gašpar Stankovački
Gašpar Stankovački (?, oko 1555. - ?, 30. lipnja  1596.), zagrebački biskup (1588. – 1596.) i hrvatski ban (1595. – 1596.), porijeklom iz plemićke obitelji.
Godine 1585. postao je prepoštom zagrebačkog Kaptola, a tri godine kasnije imenovan je za biskupa. Brinuo se za obnovu zagrebačke katedrale koja je stradala u građanskom ratu za vrijeme biskupa Šimuna Erdődyja.
Krajem 1595. imenovan je hrvatskim banom, u službu je uveden 11. siječnja 1596. godine, a umro je već u ljeto iste godine.